# Zoosystematics and Evolution
Zoosystematics and Evolution – niemieckie, anglojęzyczne, recenzowane czasopismo naukowe otwartego dostępu publikujące w dziedzinie zoologii.
Czasopismo to wydawane jest przez Pensoft Publishers i Muzeum Historii Naturalnej w Berlinie. Ukazuje się od 1898 roku (do 2007 jako Mitteilungen aus der Zoologischen Sammlung des Museums für Naturkunde in Berlin), a założone zostało przez Karla Augusta Möbiusa. Publikuje oryginalne prace badawcze i prace przeglądowe dotyczące taksonomii, systematyki, ewolucji, morfologii, biologii rozwoju i biogeografii zwierząt, ze szczególnym naciskiem na opisy i rewizje taksonomiczne, katalogi oraz historię i metodologię systematyki.
W 2017 roku jego wskaźnik cytowań wyniósł według Journal Citation Reports 0,862.